# 大道 (那覇市)
大道（だいどう）は、沖縄県那覇市真和志支所管内の字。郵便番号は902-0066。

## 地理
国際通り、新都心、首里の3地区のほぼ中心に位置する。周辺の地域は住居表示を実施しているが、那覇の中心市街地としては珍しく住居表示未実施地域である。真嘉比、安里、松川、三原と隣接する。

### 大道通り（県道29号線）沿いの地域
- 大道で最もくびれた部分に位置する。市街地が西部の中心市街地と隣接しており、首里と本庁地区を結ぶ重要な交通の要所となっている。
- 以前あった大道中央病院前バス停は、多くのバス路線が通るため、乗り換えなどで多くの利用者がいた。そのため、このバス停前にあった、大道中央病院が大道の数少ない名所ともいわれたが、当院の中核機能は現在、安里1丁目に移転した。しかし移転後もしばらくバス停名は「大道中央病院前」であった。現在は施設名に合わせてメディカルプラザ大道中央バス停と改名された（現在でも当院を運営する「陽心会」の施設が多数存在する）。

### 大道通り北側の地域
- 住所 - 字大道1～59、74～127番地（60番台は欠番）
- 旧大道中央病院跡の裏側には、複数の個人病院が立ち並び、「病院通り」という愛称がついている。（ただしほとんどの住所は、字安里である）。
- 北西は、戦後スプロール現象により不規則な住宅地が形成され、現在でも下水道が未整備の地域もある。
- 北東部「大道森」（ダイドウムイ）と呼ばれてきた森林地帯がある。現在、真嘉比地区で進められている土地区画整理事業の対象地区に含まれており、徐々にではあるが着手されつつある。そしてその一部は、真嘉比遊水池である「大道森公園」として整備されている。

### 大道通り南側の地域
- 住所 - 字大道128～173番地
- 西端は字安里の栄町市場と接し、多くのスナックが立地するも、住宅も多く立ち並ぶ。この地域は北側とは異なり、道路が碁盤目状に整備されている。しかしほとんどが一方通行となっている。なおこの地域はほとんどが大道172～173番で占められる。
- 那覇市立大道小学校、真和志中学校がある。
- 2006年11月6日～2007年1月12日の間は、大道小学校前バス停、栄町バス停、安里駅前バス停（東陽バスのバス停とは別に設置）が、コミュニティバス真和志みぐい（那覇バスを参照）のために設置された。しかし、利用者が少なかった為本格運行には至らなかった。設置されたバス停も撤去されている。

## 歴史
大正時代に安里から分割された地域であるため、成立や成立以前の沿革などについては安里を参照。
元来この地域は安里村の一角であったが、沖縄県立第一女学校、軽便鉄道安里駅、沖縄県立女子師範学校などの設立で安里が賑わい人口が増加した結果、1920年(大正9年)、大道として分割されることとなった。
太平洋戦争沖縄戦時には、日本軍は大道森（アメリカ軍呼称：ハーフムーン）にあったいくつもの古い沖縄式墓の中に壕を掘って要塞化させるなど、安里周辺に堅固な防御陣地を構築しており、那覇を目指すアメリカ軍との間でシュガーローフの戦いがその一帯で繰り広げられた。
戦後、西端に栄町市場があることから、旧真和志村（1953年12月17日より市）の中心地として栄えていた。当時の大道という住所は現在の字大道地区と、安里川以南の三原地区までの広い範囲を占めており、旧真和志市内では最も人口の多い地域であった。
しかし、1981年に那覇市の住居表示実施により、安里側以南の地区が三原1～3丁目となり、現在の大道地区は、以前よりも面積が縮小した。住宅街として発展し、史跡等の名所も少なく、現在の知名度はあまり高くない。
だが現在でも、国際通りのある本庁地区と首里の間に位置することから、交通の要衝となっている。

## 交通
本庁地区と首里の間に位置することから、大道を東西に走る県道29号線などの発達により、交通の要衝となっている。しかし県道以外の市道や住宅地の道路はほとんど整備されておらず、慢性的な渋滞を起こすことが多い。
- 那覇バス - 1・3・5・6・9・13・15・17・25・46・97番が運行されている。

### 施設（大道通り（県道29号線）沿いの地域）
- 沖縄ホテル - 沖縄の老舗ホテル

### 施設（大道通り北側の地域）
- 専門学校　大育
- 大育情報ビジネス専門学校
- 大育高等専修学校
  - 以上3校は、学校法人石川学園が運営。沖縄有数の規模を持つ専門学校。
- クイーンストア大道店
- 大道森公園 - 平成20年前後に完成予定。

### 施設（大道通り南側の地域）
- 那覇市立大道小学校
- 那覇市立真和志中学校